# پیکو دی تیرا
پیکو دی تیرا (به اسپانیایی: Pico de Teyra) یک کوه در مکزیک است که در ساکاتکاس واقع شده‌است. پیکو دی تیرا ۲٬۷۹۰٫ متر بالاتر از سطح دریا واقع شده‌است.